# The Love of the Last Tycoon
O Último Magnata (The Love of the Last Tycoon, no original em inglês) é um livro de F. Scott Fitzgerald publicado pela primeira vez em 1941.

## Enredo
De acordo com a crítica de 1993 da Publishers Weekly's da edição reconstruída pelo académico J. Bruccoli, o O Último Magnata é em geral considerado um romance inspirado na vida do produtor de filmes Irving Thalberg, no qual o protagonista Monroe Stahr é inspirado. A história segue a ascensão de Stahr ao poder de Hollywood e os seus conflitos com o rival Pat Brady, uma personagem baseada no líder dos estúdios Louis B. Mayer.